# Eudesmeola inscripta
Eudesmeola inscripta là một loài bướm đêm trong họ Noctuidae.